# Ekom (Lomié)
Pour les articles homonymes, voir Ekom.
Ekom ou Akom est un village du Cameroun situé dans le département du Haut-Nyong (région de l'Est). Il appartient à la commune de Lomié et au canton de Nzime-Centre.

## Population
Lors du recensement de 2005, le village comptait 599 habitants, dont 294 hommes et 305 femmes.
En 1964-1965, sa population de 221 habitants était constituée de Dzimou et de 83 Pygmées.

## Infrastructures
En 1965, Ekom était situé sur la piste auto de Lomié à Pohempoum et à Eschiambor.
Au début des années 2010, Ekom comptait une école primaire publique (partiellement délabrée) et un forage hydraulique (non fonctionnel). Il faisait également partie des cinq localités électrifiées de la commune de Lomié (avec Lomié elle-même, Adjela et Pohempoum).